# National Communications Network (Guyana)
Das National Communications Network (NCN) ist ein staatlicher Fernseh- und Hörfunksender in Guyana. Er entstand 2004 durch die Fusion des staatlichen Rundfunksenders Guyana Broadcasting Corporation (GBC) und des staatlichen Fernsehsenders GTV. Die Studios von NCN befinden sich in der Homestretch Avenue in Georgetown.

## Geschichte

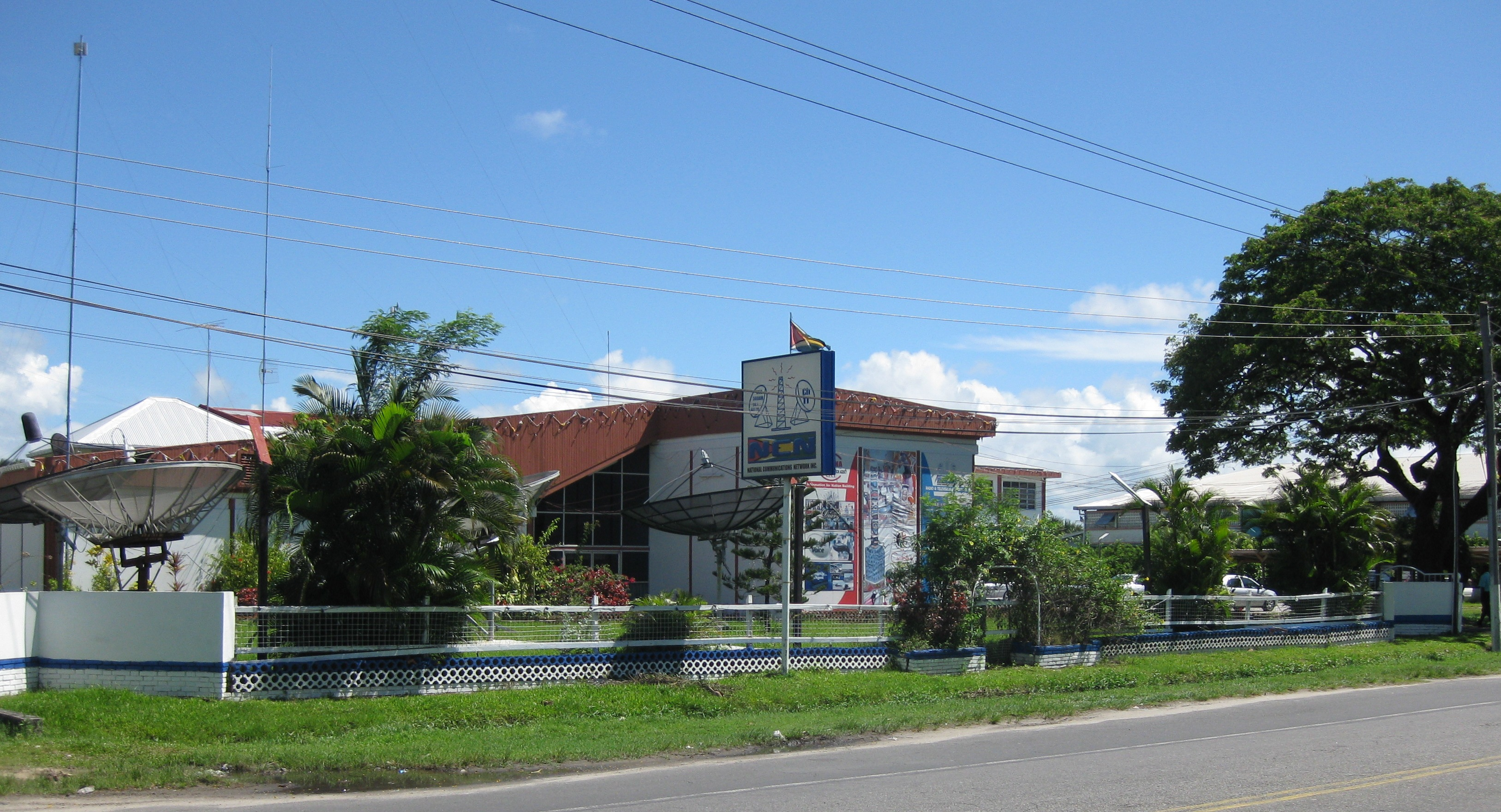
NCN Studios in 2009

NCN ist der Nachfolger zweier der ersten Radiosender Guyanas: Radio Demerara, gegründet 1951, und British Guiana Broadcasting Service (BGBS), gegründet im Dezember 1958. Ersterer war ein britisches Unternehmen, und seine Lizenz verpflichtete den Sender, 21 Stunden pro Woche BBC-Material und 10 Stunden pro Woche Programme des britischen Central Office of Information (London) auszustrahlen. Letzterer konzentrierte sich hauptsächlich auf Sportsendungen und die Berichterstattung über besondere Ereignisse.
1968, zwei Jahre nach der Unabhängigkeit, übernahm die Regierung von Guyana die Sende-Einrichtungen des BGBS im Broadcasting House in der High Street in Georgetown und das Unternehmen wurde in „Guyana Broadcasting Service“ (GBS) umbenannt. 1979 erwarb die Regierung auch Radio Demerara und aus dem Zusammenschluss dieser zwei Sendeanstalten entstand die „Guyana Broadcasting Corporation“ (GBC). Am 1. März 2004 schlossen sich GBC und die Guyana Television Broadcasting Company (GTV) zusammen zum NCN.

### Radio Demerara
1935 war die Nachfrage nach Berichterstattung zu Cricket der Auslöser für die Entwicklung des frühen Rundfunks. Zu dieser Zeit entstanden zwei Stationen, VP3BG und VPSMR, die schließlich zu Station ZFY zusammengelegt wurden. Station ZFY war vom Postamt aus in Betrieb, bis das Gebäude im Februar 1945 beim Großen Brand von Georgetown zerstört wurde. Nach dem Brand wurde sie an die Ecke North Road und New Garden Street verlegt. ZFY sicherte sich 1945 den ersten Mittelwellensender.
Nach dem Kauf durch Overseas Rediffusion Ltd. im Jahr 1950 wurde der Sender in Radio Demerara umbenannt. Der Sender wurde 1955 in ein professionelles Studio verlegt und 1957 wurde in Sparendaam an der Ostküste Demeraras eine neue Sende- und Empfangsstation errichtet. Zu den Lizenzanforderungen gehörten die Ausstrahlung von BBC-Material für 21 Stunden pro Woche und Programme des Central Office of Information in London für 10½ Stunden pro Woche. 1958 wurde ein zweiter Radiosender von Demeraras Muttergesellschaft, British Guiana Broadcasting Service (BGBS), gegründet, der sich auf die Ausstrahlung von Sonderveranstaltungen und Sportberichte konzentrierte.
Radio Demerara sendete seit den 1950er Jahren regelmäßig indische Musik, beginnend mit Programmen von Ayub Hamid und 1959 von Eshri Singh, in dessen Show lokale Interpreten indischer Musik auftraten.
Als die Regierung von Guyana 1968 BGBS übernahm, wurden zusätzliche Einrichtungen in der Hadfield Street Lodge geschaffen und der Sender für technische Hilfe vom Bush House der BBC in London geöffnet.
Nach der offiziellen Eröffnung des GBC im Jahr 1979 erwarb die Regierung von Guyana alle Vermögenswerte von Radio Demerara von der Rediffusions-Organisation Broadcasting Relay (Overseas) Limited.

## Radio Service
NCN runs three radio services: Fresh 100.1 FM, re-branded in 2012, formerly Radio Roraima (formerly Channel 1), which uses the radio frequency 760 AM (760 kilohertz on the medium wave band; no longer broadcasting); Voice of Guyana (formerly Channel 2), which uses the radio frequency 560 AM (560 kilohertz on the medium wave band); and an 102.1FM service — Hot FM — which uses the radio frequency 98.1 FM. All three services are controlled by the government.

## Fernsehen
Der Fernsehdienst von (NCN Television) wird auf Kanal 11 ausgestrahlt, der mit einer analogen Antenne verfügbar ist, mit verschiedenen regionalen Kanälen in Berbice, Essequibo, Linden und Demerara.

## Radio
NCN betreibt drei Radiodienste: Fresh 100.1 FM, 2012 umbenannt, ehemals Radio Roraima (ehemals Kanal 1, 760 Kilohertz Mittelwelle); Voice of Guyana (ehemals Kanal 2), das die Radiofrequenz 560 AM (560 Kilohertz auf dem Mittelwellenband) nutzt; und einen 102.1FM-Dienst – Hot FM – der die Radiofrequenz 98.1 FM nutzt. Alle drei Dienste werden von der Regierung kontrolliert.